# Sauris wanda
Sauris wanda är en fjärilsart som beskrevs av Robinson 1975. Sauris wanda ingår i släktet Sauris och familjen mätare. Inga underarter finns listade.